# Vril Dox
Vril Dox, il cui nome completo è Vril Dox II, è un personaggio dei fumetti della DC Comics. È un alieno del pianeta Colu, figlio del nemico di Superman Brainiac e antenato di Querl Dox, ossia Brainiac 5 della Legione dei Super-Eroi.

## Silver Age
Vril Dox era un giovane coluano che guidò una ribellione contro i Computer Tiranni di Colu.

## Post-Crisis
Vril Dox II era un clone creato da suo "padre" Vril Dox I. Essendo figlio di Brainiac ha ereditato da suo padre una grande intelligenza e un'etica machiavellica.
Vril Dox è il fondatore della forza di polizia interplanetaria L.E.G.I.O.N.. Cercò di manipolare chiunque incrociasse la sua strada, generalmente non accettando che gli altri non sottostessero ai suoi piani; riuscì anche a tenere sotto controllo il mercenario Lobo.
Suo figlio Lyrl si ribellò e rovesciò la L.E.G.I.O.N., che però tempo dopo Vril riuscì a riprendere.